# سوتيه

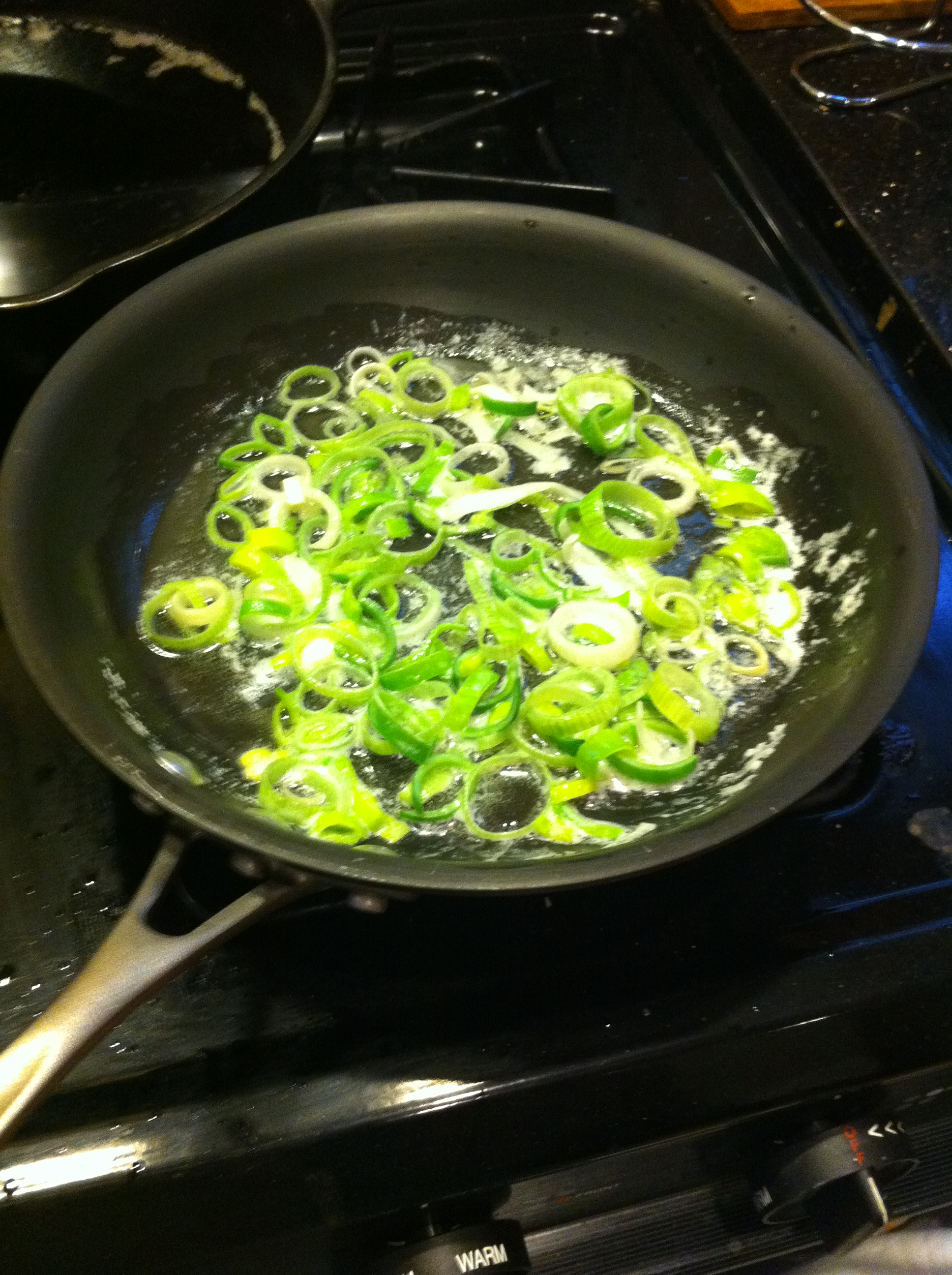
سوتيه كراث

سوتيه (الإنجليزية البريطانية: /ˈsoʊteɪɪŋ/، الإنجليزية الأمريكية: /soʊˈteɪɪŋ, sɔː-/؛ من الفرنسية  sauté، الفرنسية: [sote]، (وتعني حرفيًا: ”قفز“ أو ”ارتد“ في إشارة إلى رمي الطعام في المقلاة أثناء الطهي) هي طريقة طهي تُستخدم فيها كمية قليلة نسبيًا من الزيت أو الدهن في مقلاة ضحلة وعلى حرارة عالية نسبيًا. وتوجد أساليب متنوعة لطهي الطعام بهذه الطريقة.

## الوصف
عادةً ما تُقطَّع المكونات المُعدّة للتشويح إلى قطع صغيرة أو تُشرَّح إلى شرائح رفيعة لزيادة مساحة السطح، مما يُسهِّل عملية الطهي السريع. وتعتمد عملية انتقال الحرارة أثناء التشويح بشكل رئيسي على التوصيل الحراري بين المقلاة والطعام المُطهى.
ويتميّز الطعام المُشوَّح باكتسابه لونًا بنيًا مع احتفاظه بقوامه ورطوبته ونكهته. وعند تشويح اللحوم أو الدجاج أو الأسماك، غالبًا ما تُستكمل العملية بتحلِيل الرواسب المتبقية في المقلاة (deglazing) لصنع صلصة.
يمكن مقارنة التشويح بالقلي السطحي، الذي تُطهى فيه قطع طعام أكبر – مثل الشرائح أو شرائح اللحم – بسرعة في الزيت أو الدهن، مع تقليبها على كلا الجانبين. ويُفرّق بعض الطهاة بين الطريقتين بناءً على عمق الزيت المستخدم، في حين يستخدم آخرون المصطلحين بالتبادل دون تمييز.
ويختلف التشويح عن التحمير (searing) في أن التحمير يهدف فقط إلى تحمير سطح الطعام دون طهي داخله.
ولا ينبغي استخدام بعض الزيوت في التشويح بسبب انخفاض نقطة تدخينها. وتشمل الزيوت الشائعة في التشويح السمن المصفى (الزبدة المُصفّاة)، وزيت الكانولا، وزيت دوّار الشمس. وبغض النظر عن نوع الدهن المستخدم، يجب أن تكون نقطة تدخينه مرتفعة بما يكفي لتحمُّل حرارة متوسطة إلى عالية، وهي الحرارة المُستخدمة في التشويح.
فعلى سبيل المثال، على الرغم من أن الزبدة العادية تُضفي نكهة أغنى، إلا أنها تحترق عند درجة حرارة أقل وأسرع من غيرها من الدهون بسبب احتوائها على المواد الصلبة من الحليب. ولذلك، تُعد الزبدة المُصفّاة أكثر ملاءمة لهذا الاستخدام.

## الأساليب
في التشويح، تُسخَّن جميع المكونات دفعة واحدة وتُطهى بسرعة. ولتسهيل ذلك، تُحرَّك المكونات بسرعة داخل المقلاة، إما باستخدام أداة مثل الملعقة، أو من خلال هزّ المقلاة بشكل متكرر وسريع.
ويجب أن تكون مقلاة التشويح كبيرة بما يكفي لتتّسع لجميع المكونات في طبقة واحدة، مما يسمح للبخار بالتسرّب، ويمنع تحول الطهي إلى عملية تسوية بالبخار (أي الطهي في سائل متكاثف) -كما يحدث في طريقة الطهي المعروفة باسم stewing-، ويُعزز تكوّن الطبقة البنيَّة في قاع المقلاة المعروفة باسم fond، وهي أساس نكهة الصلصات في الطهي الفرنسي.
تتميّز معظم المقالي المصممة خصيصًا للتشويح بقاعدة عريضة ومسطحة وجوانب منخفضة، لزيادة مساحة السطح المعرضة للحرارة. كما أن الجوانب المنخفضة تُسهّل تبخّر السوائل وخروج البخار بسرعة. وبخلاف المقالي العادية المسطَّحة (skillets) التي تكون جوانبها مائلة أو مستديرة، فإن مقالي التشويح تمتلك جوانب مستقيمة رأسية، ما يساعد على إبقاء المكونات داخل المقلاة أثناء الهز أو التحريك.
ولا يلزم في التشويح سوى كمية قليلة من الدهن تكفي لتغطية قاع المقلاة بطبقة خفيفة؛ إذ إن الإفراط في استخدام الدهون يؤدي إلى قلي الطعام بدلًا من انزلاقه، وقد يُعيق تكوُّن طبقة fond.
يُوزَّع الطعام على الدهون الساخنة في المقلاة، ويُترك ليكتسب اللون البني، مع تقليبه أو تقليبه عبر الرمي بانتظام لضمان نضج متساوٍ. وتتطلب تقنية التشويح إمساك مقبض المقلاة بإحكام، وتحريكها بسرعة نحو الطاهي باستخدام حركة حادة من الكوع، وتُكرَّر هذه العملية حسب الحاجة لضمان أن جميع المكونات قد “قفزت” أو تحرّكت جيدًا.
ومع ذلك، فإن الإفراط في رجّ المقلاة أو تحريك الطعام بشكل مستمر قد يؤدي إلى انخفاض درجة حرارة المقلاة، مما يُطيل زمن الطهي

## معرض صور

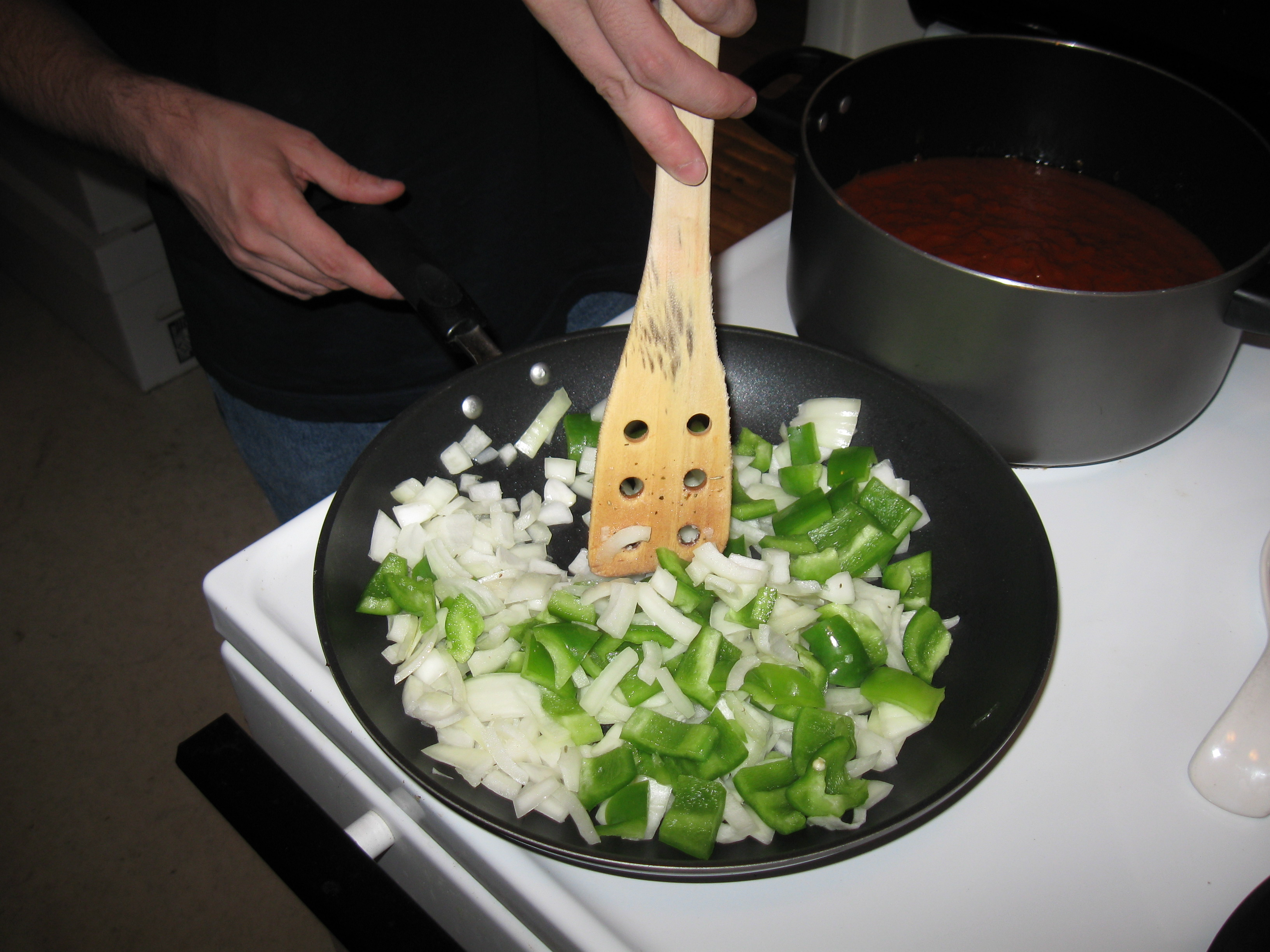
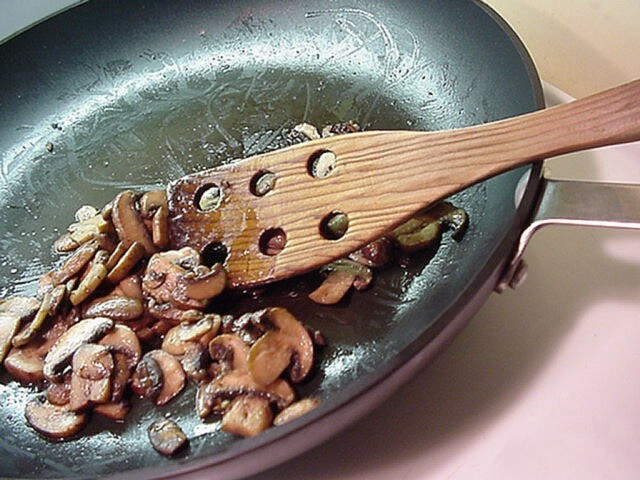
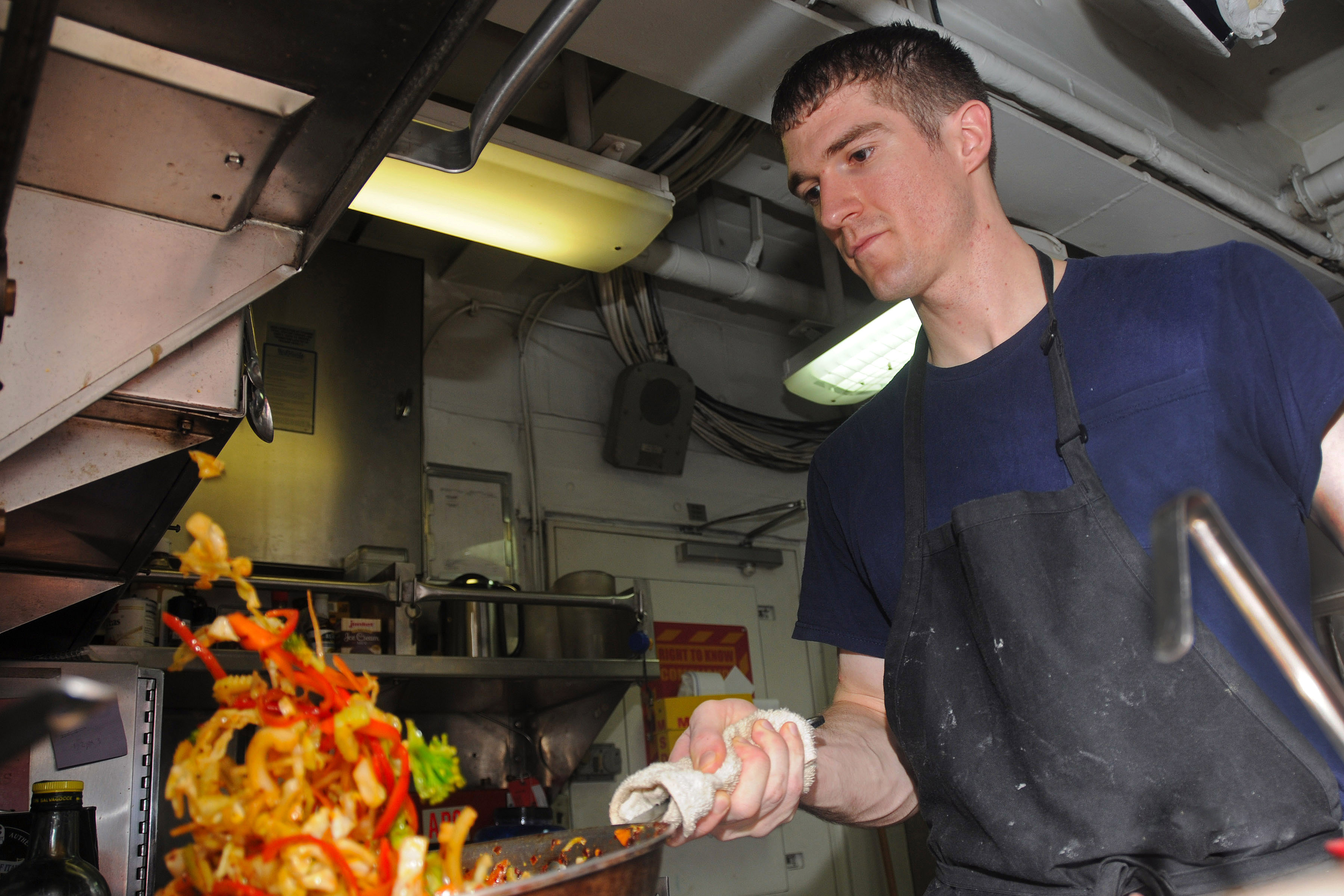
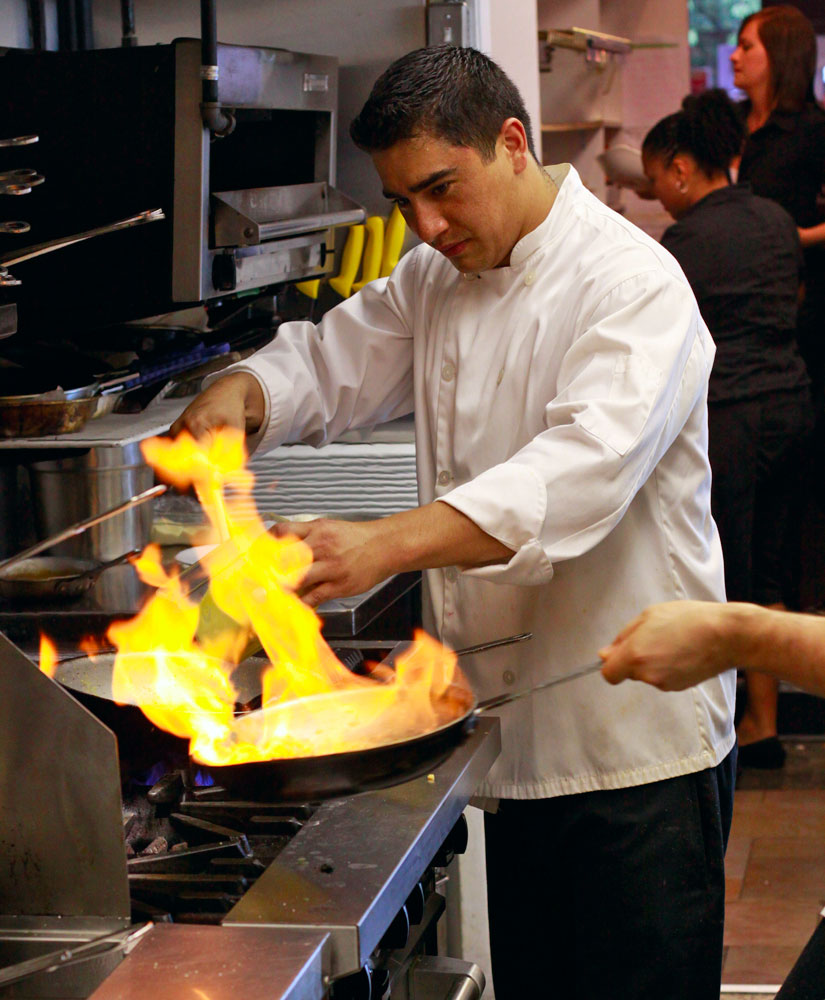